# Campeonato Europeu de Esportes Aquáticos de 2002
O Campeonato Europeu de Esportes Aquáticos de 2002 foi a 26ª edição do evento organizado pela Liga Europeia de Natação (LEN). A competição foi realizada entre os dias 29 de julho e 4 de agosto de 2002 no Berlim Eurosportpark, em Berlim na Alemanha. 

## Medalhistas

### Natação
Masculino
| Evento          | Ouro                                                                                           | Ouro     | Prata                                                                     | Prata    | Bronze                                                                                     | Bronze   |
| 50 m Livre      | Bartosz Kizierowski · Polónia                                                                  | 22.18    | Lorenzo Vismara · Itália                                                  | 22.26    | Oleksandr Volynets · Ucrânia                                                               | 22.31    |
| 100 m Livre     | Pieter van den Hoogenband · Países Baixos                                                      | 47.86    | Alexander Popov · Rússia                                                  | 48.94    | Duje Draganja · Croácia                                                                    | 49.31    |
| 200 m Livre     | Pieter van den Hoogenband · Países Baixos                                                      | 1:44.89  | Emiliano Brembilla · Itália                                               | 1:46.94  | Massimiliano Rosolino · Itália                                                             | 1:47.98  |
| 400 m Livre     | Emiliano Brembilla · Itália                                                                    | 3:46.60  | Maossimiliano Rosolin · Itália                                            | 3:48.70  | Dragoş Coman · Roménia                                                                     | 3:48.78  |
| 1500 m Livre    | Yuri Prilukov · Rússia                                                                         | 15:03.88 | Christian Minotti · Itália                                                | 15:04.16 | Igor Chervynskyi · Ucrânia                                                                 | 15:07.65 |
| 50 m Costas     | Thomas Rupprath · Alemanha                                                                     | 25.05    | Stev Theloke · Alemanha                                                   | 25.12    | Bartosz Kizierowski · Polónia                                                              | 25.52    |
| 100 m Costas    | Stev Theloke · Alemanha                                                                        | 54.42    | Markus Rogan · Áustria                                                    | 54.54    | Pierre Roger · França                                                                      | 54.89    |
| 200 m Costas    | Gordan Kožulj · Croácia                                                                        | 1:58.70  | Markus Rogan · Áustria                                                    | 1:58.83  | Marko Strahija · Croácia                                                                   | 1:58.89  |
| 50 m Peito      | Oleg Lisogor · Ucrânia                                                                         | 27.18    | Mihály Flaskay · Hungria                                                  | 27.51    | Károly Güttler · Hungria                                                                   | 27.85    |
| 100 m Peito     | Oleg Lisogor · Ucrânia                                                                         | 1:00.29  | Roman Sloudnov · Rússia                                                   | 1:00.72  | Hugues Duboscq · França                                                                    | 1:01.04  |
| 200 m Peito     | Davide Rummolo · Itália                                                                        | 2:11.37  | Yohan Bernard · França                                                    | 2:11.77  | Roman Sloudnov · Rússia                                                                    | 2:11.82  |
| 50 m Borboleta  | Jere Hård · Finlândia                                                                          | 23.50    | Thomas Rupprath · Alemanha                                                | 23.78    | Lars Frölander · Suécia                                                                    | 23.85    |
| 100 m Borboleta | Thomas Rupprath · Alemanha                                                                     | 51.94    | Andriy Serdinov · Ucrânia                                                 | 52.17    | Denys Sylantyev · Ucrânia                                                                  | 52.36    |
| 200 m Borboleta | Franck Esposito · França                                                                       | 1:55.18  | Denys Sylantyev · Ucrânia                                                 | 1:55.42  | Anatoly Polyakov · Rússia                                                                  | 1:55.62  |
| 200 m Medley    | Jani Sievinen · Finlândia                                                                      | 1:59.30  | Alessio Boggiatto · Itália                                                | 1:59.83  | Markus Rogan · Áustria                                                                     | 2:00.50  |
| 400 m Medley    | Alessio Boggiatto · Itália                                                                     | 4:13.19  | István Batházi · Hungria                                                  | 4:17.33  | Nicolas Rostoucher · França                                                                | 4:19.19  |
| 4x100 m Livre   | Alemanha · Lars Conrad · Stefan Herbst · Torsten Spanneberg · Stephan Kunzelmann               | 3:17.67  | Suécia · Eric la Fleur · Stefan Nystrand · Lars Frölander · Mattias Ohlin | 3:17.75  | Itália · Lorenzo Vismara · Christian Galenda · Michele Garcia · Simone Cercato             | 3:18.20  |
| 4x200 m Livre   | Itália · Matteo Pelliciari · Emiliano Brembilla · Federico Cappellazzo · Massimiliano Rosolino | 7:12.18  | Alemanha · Moritz Zimmer · Stefan Pohl · Lars Conrad · Stefan Herbst      | 7:17.59  | Grécia · Athanasios Oikonomou · Nikolaos Xylouris · Ioannis Kokkodis · Spyridon Gianniotis | 7:20.67  |
| 4x100 m Medley  | Rússia · Yevgeniy Alechin · Roman Sloudnov · Igor Marchenko · Alexander Popov                  | 3:36.21  | França · Pierre Roger · Hugues Duboscq · Franck Esposito · Romain Barnier | 3:36.55  | Alemanha · Stev Theloke · Jens Kruppa · Thomas Rupprath · Stefan Herbst                    | 3:37.05  |

Feminino
| Evento          | Ouro                                                                                  | Ouro    | Prata                                                                                   | Prata   | Bronze                                                                                    | Bronze  |
| 50 m Livre      | Therese Alshammar · Suécia                                                            | 24.84   | Martina Moravcová · Eslováquia                                                          | 25.09   | Aleksandra Gerasimenya · Bielorrússia                                                     | 25.24   |
| 100 m Livre     | Franziska van Almsick · Alemanha                                                      | 54.39   | Martina Moravcová · Eslováquia                                                          | 54.61   | Alena Popchanka · Bielorrússia                                                            | 54.62   |
| 200 m Livre     | Franziska van Almsick · Alemanha                                                      | 1:56.64 | Camelia Potec · Roménia                                                                 | 1:57.80 | Alena Popchanka · Bielorrússia                                                            | 1:57.91 |
| 400 m Livre     | Yana Klochkova · Ucrânia                                                              | 4:07.10 | Éva Risztov · Hungria                                                                   | 4:07.24 | Camelia Potec · Roménia                                                                   | 4:09.49 |
| 800 m Livre     | Jana Henke · Alemanha                                                                 | 8:23.83 | Éva Risztov · Hungria                                                                   | 8:28.06 | Hannah Stockbauer · Alemanha                                                              | 8:30.97 |
| 50 m Costas     | Nina Zhivanevskaya · Espanha                                                          | 28.58   | Sandra Völker · Alemanha                                                                | 28.81   | Aleksandra Gerasimenya · Bielorrússia                                                     | 28.86   |
| 100 m Costas    | Stanislava Komarova · Rússia                                                          | 1:01.40 | Sandra Völker · Alemanha                                                                | 1:01.42 | Antje Buschschulte · Alemanha                                                             | 1:01.56 |
| 200 m Costas    | Stanislava Komarova · Rússia                                                          | 2:09.49 | Nina Zhivanevskaya · Espanha                                                            | 2:10.27 | Irina Amshennikova · Ucrânia                                                              | 2:11.59 |
| 50 m Peito      | Emma Igelström · Suécia                                                               | 31.17   | Svitlana Bondarenko · Ucrânia                                                           | 31.77   | Elena Bogomazova · Rússia                                                                 | 32.10   |
| 100 m Peito     | Emma Igelström · Suécia                                                               | 1:07.87 | Svitlana Bondarenko · Ucrânia                                                           | 1:09.28 | Elena Bogomazova · Rússia                                                                 | 1:09.53 |
| 200 m Peito     | Mirna Jukić · Áustria                                                                 | 2:25.83 | Anne Poleska · Alemanha                                                                 | 2:27.37 | Emma Igelström · Suécia                                                                   | 2:27.61 |
| 50 m Borboleta  | Anna-Karin Kammerling · Suécia                                                        | 25.57   | Daniela Samulski · Alemanha                                                             | 26.86   | Chantal Groot · Países Baixos                                                             | 26.91   |
| 100 m Borboleta | Martina Moravcová · Eslováquia                                                        | 57.20   | Otylia Jędrzejczak · Polónia                                                            | 57.97   | Anna-Karin Kammerling · Suécia                                                            | 58.94   |
| 200 m Borboleta | Otylia Jędrzejczak · Polónia                                                          | 2:05.78 | Éva Risztov · Hungria                                                                   | 2:08.24 | Annika Mehlhorn · Alemanha                                                                | 2:09.37 |
| 200 m Medley    | Yana Klochkova · Ucrânia                                                              | 2:11.59 | Hanna Shcherba · Bielorrússia                                                           | 2:13.04 | Alenka Kejžar · Eslovênia                                                                 | 2:14.24 |
| 400 m Medley    | Yana Klochkova · Ucrânia                                                              | 4:35.10 | Éva Risztov · Hungria                                                                   | 4:36.17 | Nicole Hetzer · Alemanha                                                                  | 4:42.22 |
| 4x100 m Livre   | Alemanha · Katrin Meissner · Petra Dallmann · Sandra Völker · Franziska van Almsick   | 3:36.00 | Suécia · Josefin Lillhage · Johanna Sjöberg · Anna-Karin Kammerling · Therese Alshammar | 3:40.66 | Países Baixos · Manon van Rooijen · Marleen Veldhuis · Chantal Groot · Wilma van Hofwegen | 3:41.98 |
| 4x200 m Livre   | Alemanha · Petra Dallmann · Alessa Ries · Hannah Stockbauer · Franziska van Almsick   | 7:59.07 | Espanha · Laura Roca · Melissa Caballero · Erika Villaecija · Tatiana Rouba             | 8:05.83 | Suécia · Josefin Lillhage · Johanna Sjöberg · Lisa Wanberg · Ida Mattson                  | 8:08.46 |
| 4x100 m Medley  | Alemanha · Antje Buschschulte · Simone Weiler · Franziska van Almsick · Sandra Völker | 4:01.54 | Suécia · Therese Alshammar · Emma Igelström · Anna-Karin Kammerling · Johanna Sjöberg   | 4:06.15 | Ucrânia · Irina Amshennikova · Svitlana Bondarenko · Yana Klochkova · Olga Mukomol        | 4:06.22 |

### Maratona aquática
Masculino
| Evento | Ouro                       | Ouro      | Prata                       | Prata     | Bronze                   | Bronze    |
| 5 km   | Luca Baldini · Itália      | 55:35.6   | Thomas Lurz · Alemanha      | 56:24.5   | Stefano Rubaudo · Itália | 56:26.9   |
| 10 km  | Vladimir Dyatchin · Rússia | 1:55:27.9 | Yevgeniy Kochkarov · Rússia | 1:55:29.9 | Luca Baldini · Itália    | 1:56:04.2 |
| 25 km  | Yuri Kudinov · Rússia      | 5:09:47.4 | Gilles Rondy · França       | 5:18:02.0 | David Meca · Espanha     | 5:18:27.1 |

Feminino
| Evento | Ouro                           | Ouro      | Prata                      | Prata     | Bronze                   | Bronze    |
| 5 km   | Viola Valli · Itália           | 1:00:25.9 | Hanna Miluska · Suíça      | 1:00:27.3 | Nadine Pastor · Alemanha | 1:00:28.3 |
| 10 km  | Edith van Dijk · Países Baixos | 2:06:20.3 | Angela Maurer · Alemanha   | 2:06:22.5 | Britta Kamrau · Alemanha | 2:06:22.7 |
| 25 km  | Edith van Dijk · Países Baixos | 5:27:34.0 | Olesiya Shalygina · Rússia | 5:34:47.9 | Natalia Pankina · Rússia | 5:34:51.4 |

### Nado sincronizado
Feminino
| Evento | Ouro                                               | Ouro   | Prata                                   | Prata  | Bronze                                 | Bronze |
| Solo   | Virginie Dedieu · França                           | 99.100 | Anastasia Davydova · Rússia             | 97.900 | Gemma Mengual · Espanha                | 97.100 |
| Dueto  | Rússia · Anastasia Davydova · Anastasiya Yermakova | 99.300 | Espanha · Gemma Mengual · Paola Tirados | 97.900 | França · Virginie Dedieu · Myriam Glez | 96.600 |
| Equipe | Rússia                                             | 99.000 | Espanha                                 | 98.100 | Itália                                 | 96.400 |

### Saltos Ornamentais
Masculino
| Evento                       | Ouro                                      | Ouro   | Prata                                         | Prata  | Bronze                                               | Bronze |
| Trampolim 1 m                | Nicola Marconi · Itália                   | 390.81 | José Miguel Gil · Espanha                     | 385.86 | Christian Löffler · Alemanha                         | 377.94 |
| Trampolim 3 m                | Dmitri Sautin · Rússia                    | 495.45 | Andreas Wels · Alemanha                       | 463.59 | Vasiliy Lisovskiy · Rússia                           | 456.06 |
| Plataforma 10 m              | Heiko Meyer · Alemanha                    | 492.39 | Imre Lengyel · Hungria                        | 426.27 | Aliaksandr Varlamau · Bielorrússia                   | 400.62 |
| Trampolim 3 m sincronizado   | Rússia · Dmitri Baibakov · Dmitri Sautin  | 360.33 | Alemanha · Tobias Schellenberg · Andreas Wels | 350.25 | Itália · Nicola Marconi · Tommaso Marconi            | 330.51 |
| Plataforma 10 m sincronizado | Ucrânia · Anton Zakharov · Roman Volodkov | 340.20 | Hungria · Imre Lengyel · András Hajnal        | 315.06 | Bielorrússia · Aliaksandr Varlamau · Andrei Mamontov | 300.36 |

Feminino
| Evento                       | Ouro                                                  | Ouro   | Prata                                            | Prata  | Bronze                                                | Bronze |
| Trampolim 1 m                | Heike Fischer · Alemanha                              | 308.58 | Vera Ilyina · Rússia                             | 307.53 | Natalya Umyskova · Rússia                             | 285.03 |
| Trampolim 3 m                | Yuliya Pakhalina · Rússia                             | 329.94 | Ditte Kotzian · Alemanha                         | 319.08 | Conny Schmalfuß · Alemanha                            | 295.29 |
| Plataforma 10 m              | Anke Piper · Alemanha                                 | 337.05 | Tania Cagnotto · Itália                          | 331.32 | Olga Leonova · Ucrânia                                | 321.93 |
| Trampolim 3 m sincronizado   | Alemanha · Ditte Kotzian · Conny Schmalfuß · Alemanha | 312.00 | Rússia · Vera Ilyina · Yuliya Pakhalina · Rússia | 308.76 | Itália · Tania Cagnotto · Maria Marconi · Itália      | 268.98 |
| Plataforma 10 m sincronizado | Alemanha · Ditte Kotzian · Annett Gamm                | 309.78 | Ucrânia · Olga Leonova · Olena Zhupina           | 284.97 | Rússia · Yevgeniya Olshevskaya · Svetlana Timoshinina | 283.02 |

## Quadro de medalhas
| Ordem | País          | Medalha de ouro | Medalha de prata | Medalha de bronze | Total |
| ----- | ------------- | --------------- | ---------------- | ----------------- | ----- |
| 1     | Alemanha      | 15              | 12               | 9                 | 36    |
| 2     | Rússia        | 11              | 7                | 8                 | 26    |
| 3     | Itália        | 7               | 6                | 7                 | 20    |
| 4     | Ucrânia       | 6               | 5                | 6                 | 17    |
| 5     | Suécia        | 4               | 3                | 4                 | 11    |
| 6     | Países Baixos | 4               | 0                | 2                 | 6     |
| 7     | França        | 3               | 3                | 4                 | 9     |
| 8     | Polónia       | 2               | 1                | 1                 | 4     |
| 9     | Finlândia     | 2               | 0                | 0                 | 2     |
| 10    | Espanha       | 1               | 5                | 2                 | 8     |
| 11    | Áustria       | 1               | 2                | 1                 | 4     |
| 12    | Eslováquia    | 1               | 2                | 0                 | 3     |
| 13    | Croácia       | 1               | 0                | 2                 | 3     |
| 14    | Hungria       | 0               | 8                | 1                 | 9     |
| 15    | Bielorrússia  | 0               | 1                | 6                 | 7     |
| 16    | Roménia       | 0               | 1                | 2                 | 3     |
| 17    | Suíça         | 0               | 1                | 0                 | 1     |
| 18    | Grécia        | 0               | 0                | 1                 | 1     |
| 18    | Eslovênia     | 0               | 0                | 1                 | 1     |
| Total | Total         | 57              | 57               | 57                | 171   |